# Prefixo gramatical
Prefixo é o afixo que se acrescenta antes do radical (ex.: bibliografia, internet), no acréscimo muda o sentido básico do radical.

## Tipos

### Prefixos de oposição
Prefixos de oposição são aqueles que transformam o significado original de alguns radicais no seu sentido oposto. Algumas vezes a palavra não existe sem o prefixo. É o caso de "desmiolado", por exemplo, pois neste caso não existe a palavra "miolado".
- contra — significa "em oposição a". Exemplos: contragolpe, contramão, contrassenso etc.
- o — significa "em oposição a". Exemplo: oponente.
- ob — significa "invertido". Exemplo: obcônica (forma de um cone com a ponta para baixo).
- anti — significa "contra". Exemplos: antioxidante, antivírus, anti-horário, anti-imperialista, antissocial, antissemita, antirracista etc.
- para — significa "contrário". Exemplo: paradoxo.

Vale notar que nem sempre todos esses prefixos denotam oposição.

### Prefixos de negação
Prefixos de negação(ou de ausência) são aqueles que em geral negam o sentido original de uma palavra. Em alguns casos, o prefixo de negação opõe-se ao significado original da palavra (neste caso, funciona como um prefixo de oposição).
Algumas palavras não existem sem o prefixo de negação. É o caso de discordar.
- Alguns prefixos de negação: in-, im-, i-, des-, dis-, á-, an-.

Nota: nem sempre os prefixos supramencionados denotam negação, ausência ou oposição.
Exemplos:
- Átomo (ausência de divisão)
- Anestesia (ausência de dor)
- Desorientar
- Intocável
- Indiferente
- Inimaginável
- Incolor
- Imbatibilidade
- Imperdoável
- Imprudente
- Imobilizado
- Inegável
- Desamparada